# Nuoto ai XV Jeux des îles
Le gare di nuoto ai XV Jeux des îles si sono svolte a Palermo dal 25 al 28 maggio 2011 nella Piscina olimpionica comunale.

## Podi

### Uomini
| Evento               | Oro                                                                    | Perform. | Argento                                                                | Perform. | Bronzo                                                                 | Perform. |
| Stile libero         |                                                                        |          |                                                                        |          |                                                                        |          |
| 50 m                 | Kevin Laventure                                                        | 24"96    | Antonello Ianni Andrea Namio                                           | 25"78    |                                                                        |          |
| 100 m                | Kevin Laventure                                                        | 54"47    | Antonello Ianni                                                        | 54"65    | Konnaris Sebastian                                                     | 55"02    |
| 200 m                | Konnaris Sebastian                                                     | 1'59"19  | Theo Drogo                                                             | 2'01"50  | Antonello Ianni                                                        | 2'01"94  |
| 400 m                |                                                                        |          |                                                                        |          |                                                                        |          |
| 1500 m               | Gabriele Giacoletti                                                    | 16'55"33 | Duarte Nuno Vieira                                                     | 17'16"04 | Cameron Donaldson                                                      | 17'21"88 |
| Dorso                |                                                                        |          |                                                                        |          |                                                                        |          |
| 50 m                 | Emanuele Cadeddu                                                       | 29"21    | Karl Contout                                                           | 30"11    | Dario Lo Giudice                                                       | 30"12    |
| 100 m                | Dario Lo Giudice                                                       | 1'03"80  | Karl Contout                                                           | 1'03"82  | Mohammad Azad                                                          | 1'06"02  |
| 200 m                | Sebastian Konnaris                                                     | 2'12"05  | Emanuele Cadeddu                                                       | 2'18"07  | Marco Savarese                                                         | 2'20"61  |
| Rana                 |                                                                        |          |                                                                        |          |                                                                        |          |
| 50 m                 | Federico Gianno                                                        | 31"89    | Andrea Torre                                                           | 32"20    | Spiridon Riganas                                                       | 32"54    |
| 100 m                | Federico Gianno                                                        | 1'08"67  | Andrea Torre                                                           | 1'10"65  | Jordan Melidor Fuxis                                                   | 1'11"25  |
| 200 m                | Andrea Torre                                                           | 2'31"35  | Riccardo Pinna                                                         | 2'33"99  | Federico Gianno                                                        | 2'34"18  |
| Farfalla             |                                                                        |          |                                                                        |          |                                                                        |          |
| 50 m                 | Pavlos Chalarambides                                                   | 27"03    | Antonio Fragoso                                                        | 27"05    | Umberto Polizzi                                                        | 27"23    |
| 100 m                | Umberto Polizzi                                                        | 59"06    | Antonio Fragoso                                                        | 59"17    | Pavlos Chalarambides                                                   | 59"45    |
| 200 m                | Antonio Fragoso                                                        | 2'12"21  | Umberto Polizzi                                                        | 2'12"31  | Lorenzo Massa                                                          | 2'15"47  |
| Misti                |                                                                        |          |                                                                        |          |                                                                        |          |
| 200 m                | Konnaris Sebastian                                                     | 2'13"36  | Riccardo Pinna                                                         | 2'14"39  | Emanuele Cadeddu                                                       | 2'14"45  |
| 400 m                | Riccardo Pinna                                                         | 4'47"53  | Gabriele Giacoletti                                                    | 4'49"99  | Marco Savarese                                                         | 5'02"49  |
| Staffette            |                                                                        |          |                                                                        |          |                                                                        |          |
| 4x100 m stile libero | Martinica Kevin Laventure Nicolas Joseph Lance Certain Theo Drogo      | 3'44"31  | Sardegna Antonello Ianni Lorenzo Massa Emanuele Cadeddu Riccardo Pinna | 3'45"33  | Sicilia Andrea Torre Umberto Polizzi Gabriele Giacoletti Andrea Namio  | 3'47"20  |
| 4x100 m misti        | Sardegna Emanuele Cadeddu Riccardo Pinna Lorenzo Massa Antonello Ianni | 4'05"40  | Sicilia Dario Lo Giudice Federico Giannio Umberto Polizzi Andrea Namio | 4:07.07  | Martinica Karl Contout Jordan Melidor Fuxis Kevin Laventure Theo Drogo | 4'11"83  |

### Donne
| Evento               | Oro                                                                          | Perform. | Argento                                                            | Perform. | Bronzo                                                               | Perform. |
| Stile libero         |                                                                              |          |                                                                    |          |                                                                      |          |
| 50 m                 | Sofia Galante                                                                | 28"67    | Alessia Dessì                                                      | 29"43    | Sian Cumming                                                         | 29"82    |
| 100 m                | Sofia Galante                                                                | 1'00"81  | Margarita Pissaridou                                               | 1'02"82  | Rhianna Donaldson                                                    | 1'03"71  |
| 200 m                | Sofia Galante                                                                | 2'12"37  | Rhianna Donaldson                                                  | 2'16"16  | Fabiana Costanzo                                                     | 2'16"58  |
| 400 m                | Sofia Galante                                                                | 4'34"63  | Rhianna Donaldson                                                  | 4'43"00  | Gemma Atherley                                                       | 4'45"79  |
| 800 m                | Sofia Galante                                                                | 9'29"87  | Federica Spiga                                                     | 9'51"70  | Beckie Scaife                                                        | 9'52"06  |
| Dorso                |                                                                              |          |                                                                    |          |                                                                      |          |
| 50 m                 | Lucia Zuccarello                                                             | 32"00    | Chiara Mazzalovo                                                   | 32"83    | Giorgia Gallo                                                        | 33"67    |
| 100 m                | Lucia Zuccarello                                                             | 1'09"67  | Chiara Mazzalovo                                                   | 1'12"07  | Gemma Atherley                                                       | 1'15"07  |
| 200 m                | Lucia Zuccarello                                                             | 2'29"29  | Gemma Atherley                                                     | 2'35"04  | Chiara Mazzalovo                                                     | 2'36"61  |
| Rana                 |                                                                              |          |                                                                    |          |                                                                      |          |
| 50 m                 | Fabiana Costanzo                                                             | 35"21    | Giorgia Gallo                                                      | 35"30    | Margarita Pissaridou                                                 | 36"16    |
| 100 m                | Fabiana Costanzo                                                             | 1'17"15  | Giorgia Gallo                                                      | 1'07"15  | Irene Chrysostomou                                                   | 1'18"77  |
| 200 m                | Fabiana Costanzo                                                             | 2'46"13  | Irene Chrysostomou                                                 | 2'47"58  | Margarita Pissaridou                                                 | 2'49"34  |
| Farfalla             |                                                                              |          |                                                                    |          |                                                                      |          |
| 50 m                 | Nadia Manconi                                                                | 31"05    | Elisabetta Tomarchio                                               | 31"19    | Fatima Soraia Teixeira                                               | 32"54    |
| 100 m                | Nadia Manconi                                                                | 1'07"82  | Elisabetta Tomarchio                                               | 1'08"15  | Carolina Spataro                                                     | 1'11"44  |
| 200 m                | Elisabetta Tomarchio                                                         | 2'29"61  | Nadia Manconi                                                      | 2'31"71  | Carolina Spataro                                                     | 2'40"29  |
| Misti                |                                                                              |          |                                                                    |          |                                                                      |          |
| 200 m                | Lucia Zuccarello                                                             | 2'34"09  | Amy Micallef                                                       | 2'35"98  | Carolina Spataro                                                     | 2'36"18  |
| 400 m                | Lucia Zuccarello                                                             | 5'25"29  | Carolina Spataro                                                   | 5'32"16  | Beckie Scaife                                                        | 5'38"63  |
| Staffette            |                                                                              |          |                                                                    |          |                                                                      |          |
| 4x100 m stile libero | Sicilia Lucia Zuccarello Giorgia Gallo Carolina Spataro Sofia Galante        | 4'14"51  | Jersey Gemma Atherley Beckie Scaife Sian Cumming Rhianna Donaldson | 4'18"79  | Sardegna Nadia Manconi Alessia Dessì Chiara Mazzalovo Beatrice Manca | 4'21"71  |
| 4x100 m misti        | Sicilia Lucia Zuccarello Fabiana Costanzo Elisabetta Tomarchio Sofia Galante | 4'38"28  | Sardegna Chiara Mazzalovo Claudia Pisu Nadia Manconi Alessia Dessì | 4'46"71  | Jersey Gemma Atherley Madelaine Corcoran Beckie Scaife Sian Cumming  | 4'58"24  |

## Classifica finale
| posiz | squadra        | Maschile | Femminile | Generale |
| ----- | -------------- | -------- | --------- | -------- |
| 1     | Sicilia        | 154 (1)  | 218 (1)   | 372      |
| 2     | Sardegna       | 127 (2)  | 108 (2)   | 235      |
| 3     | Martinica      | 105 (3)  | 16 (9)    | 121      |
| 4     | Jersey         | 19 (8)   | 82 (3)    | 101      |
| 5     | Madera         | 43 (6)   | 51 (4)    | 94       |
| 6     | Azzorre        | 70 (4)   | 17 (8)    | 87       |
| 7     | Cipro          | 46 (5)   | 27 (6)    | 73       |
| 8     | Corsica        | 0 (13)   | 35 (5)    | 35       |
| 8     | Malta          | 14(9)    | 21 (7)    | 35       |
| 10    | Isola di Wight | 12 (10)  | 16 (9)    | 28       |
| 11    | Elba           | 12 (10)  | 12(11)    | 24       |
| 12    | Corfù          | 22 (7)   | 0 (13)    | 22       |
| 13    | Korčula        | 10 (12)  | 9 (12)    | 19       |

N.B: Tra parentesi la posizione in classifica relativa alla graduatoria maschile o femminile